# Stan y Jan Berenstain
Stanley Melvin Berenstain (Filadelfia, 29 de septiembre de 1923 – Ibidem, 26 de noviembre de 2005) y Janice Marian Berenstain (Filadelfia, 26 de julio de 1923 – Doylestown, 24 de febrero de 2012) fueron una pareja de escritores e ilustradores estadounidenses, reconocidos por haber creado la popular serie de libros infantiles Los Osos Berenstain y Blair investiga.

## Carrera
En una entrevista acerca de la serie literaria, la pareja afirmó que las dificultades que enfrentan los padres, así como algunas tribulaciones de la infancia cuando eran niños, fueron su principal influencia a la hora de crear sus personajes. Ambos nacieron y fueron criados en la ciudad de Filadelfia, Pensilvania. La pareja estuvo casada durante 59 años hasta la muerte de Stan en 2005. Jan falleció en febrero de 2012. Mike Berenstain, hijo de la pareja, se hizo cargo de su legado literario tras su fallecimiento.